# Prislop (Kornyaréva község)
Prislop románul: Prislop, falu Romániában, a Bánságban, Krassó-Szörény megyében.

## Fekvése
Somosréve mellett fekvő település.

## Története
Prislop korábban Somosréve része volt. 1956-ban vált külön 24 lakossal.
1966-ban 90 lakosából 88 román volt.
1977-ben 87, 1992-ben 74, a 2002-es népszámláláskor 82 román lakosa volt.